# بروتوكول بشأن الألغام والأشراك الخداعية والأجهزة الأخرى
هو معاهدة للأمم المتحدة تقيد استخدام الألغام الأرضية والألغام المبثوثة عن بعد والأشراك الخداعية. إنه البروتوكول الثاني لاتفاقية 1980 بشأن أسلحة تقليدية معينة.

## المحتوى
يحظر البروتوكول استخدام الألغام الأرضية ، والألغام المبثوثة عن بعد ، أو الأفخاخ المتفجرة لقتل المدنيين أو التسبب في إصابات لا داعي لها أو معاناة لا داعي لها للجنود. كما يحظر استخدام الأفخاخ المتفجرة التي «تُلصق أو ترتبط» بأي من السمات التالية:
(أ) شارات أو علامات أو إشارات الحماية المعترف بها دوليًا
(ب) المرضى أو الجرحى أو الموتى
(ج) مواقع الدفن أو الحرق أو القبور
(د) المرافق الطبية أو المعدات الطبية أو المستلزمات الطبية أو النقل الطبي
(هـ) لعب الأطفال أو غيرها من الأشياء المحمولة أو المنتجات المصممة خصيصًا لتغذية الأطفال أو صحتهم أو نظافتهم أو ملابسهم أو تعليمهم
(و) الطعام أو الشراب
(ز) أواني المطبخ أو الأجهزة باستثناء المنشآت العسكرية أو المواقع العسكرية أو مستودعات الإمدادات العسكرية
(ح) الأشياء ذات الطابع الديني الواضح
(ط) الآثار التاريخية والأعمال الفنية أو أماكن العبادة التي تشكل التراث الثقافي أو الروحي للشعوب
(ي) الحيوانات أو جيفها.
ينطبق البروتوكول على النزاعات المسلحة الدولية والداخلية. - يحظر استخدام الألغام المضادة للأفراد التي لا يمكن كشفها ونقلها ؛ يحظر استخدام الألغام غير ذاتية التدمير وغير ذاتية التعطيل خارج المناطق المسيجة والمراقبة والمعلمة ؛ يوسع نطاق التزامات الحماية لصالح بعثات حفظ السلام وغيرها من بعثات الأمم المتحدة ووكالاتها ؛ يتطلب من الدول إنفاذ الامتثال لأحكامها في نطاق ولايتها القضائية ؛ ويدعو إلى عقوبات جزائية في حالة المخالفة.

## تاريخ
كان البروتوكول الأصلي ملحقًا لاتفاقية 1980 بشأن أسلحة تقليدية معينة ودخل حيز التنفيذ في 2 ديسمبر 1983. وتم تعديل البروتوكول في جنيف في 3 مايو 1996. ودخلت النسخة المعدلة حيز التنفيذ في 3 ديسمبر 1998 واعتبارًا من أكتوبر 2020 (106) دولة طرف ، بما في ذلك 105 دول أعضاء في الأمم المتحدة بالإضافة إلى الكرسي الرسولي.